# Monika Kovač
Monika Kovač (Berlino, 21 marzo 1974) è un'ex cestista croata.

## Carriera
Con la Croazia ha disputato i Campionati europei del 1995.